# Nowa chronologia (Fomienko)
Nowa Chronologia – pseudonaukowa teoria oparta na pracach Mikołaja Morozowa i Jeana Hardouina dotyczących starożytności. Nowa Chronologia jest powszechnie kojarzona z Anatolijem Fomienką, pomimo że jest wynikiem współpracy pomiędzy Fomienką a kilkoma innymi matematykami.
Jest ona krótsza od klasycznej chronologii, ponieważ cała historia starożytna Greków, Rzymian oraz Egipcjan została włączona do średniowiecza. Zgodnie z tą chronologią historia ludzkości sięga 800 n.e., o latach 800–1000 n.e. nie ma praktycznie żadnych informacji, a większość wydarzeń miała miejsce w latach 1000–1500 n.e.
Chociaż niektórzy rewizjoniści chronologii tworzyli własne koncepcje chronologii, skracające historię starożytną przez eliminację różnych okresów wieków ciemnych, żadna z nich nie jest tak radykalna, jak Nowa Chronologia. Nowa Chronologia jest odrzucona przez uznanych historyków i sprzeczna z metodami datowania bezwzględnego i względnego.

## Historia Nowej Chronologii
Idea chronologii odmiennej od powszechnie uznanej sięga XVII wieku. Jean Hardouin sugerował, że wiele starożytnych dokumentów jest młodszych, niż się to przyjmuje. W 1685 opublikował wersję Historii naturalnej Pliniusza Starszego, w której twierdził, że większość tekstów greckich i rzymskich została podrobiona przez benedyktynów. Potem zapytany o te wyniki, Hardouin podał, że przyczyny fałszerstwa ujawnia w liście, który może być ujawniony dopiero po jego śmierci. Wykonawcy jego testamentu nie byli w stanie znaleźć tego dokumentu wśród pozostawionych pism. W XVII wieku Izaak Newton, sprawdzając aktualną chronologię starożytnej Grecji, Egiptu i Bliskiego Wschodu, wyraził niezadowolenie z obowiązujących teorii i zaproponował swoją własną koncepcję, którą oparł na dziele Apolloniosa z Rodos pt. Argonautica, zmieniając tradycyjne datowanie wyprawy Argonautów, wojny trojańskiej i powstania Rzymu.
W 1887 r. Edwin Johnson wyraził opinię, że wczesna historia chrześcijaństwa była w dużym stopniu sfałszowana w  II i III wieku. W 1909 r. Otto Rank zanotował powtarzanie się tych samych elementów w różnych kulturach historycznych:
...prawie wszystkie ważne cywilizacje ludzkie miały wcześnie wymyślone mity, w których wychwalano ich bohaterów, mitycznych królów i książąt, założycieli religii, dynastii, imperiów i miast – w skrócie, narodowych bohaterów. Szczególnie historia ich urodzin i wczesnych lat życia jest zaopatrzona w fantastyczne cechy; niesamowite podobieństwo, niedosłowna identyczność tych opowieści, nawet jeśli odnoszą się do różnych, kompletnie niezależnych osób, czasem geograficznie odległych od siebie, była dobrze znana i stanowiła obiekt dociekań wielu.
Fomienko zainteresował się teoriami Morozowa w 1973. W 1980, razem z kilkoma kolegami z wydziału matematycznego Uniwersytetu Moskiewskiego, opublikował kilka artykułów o  nowych matematycznych metodach w historii  w recenzowanych czasopismach. Artykuły te wzbudziły wiele kontrowersji, ale ostatecznie Fomienko nie zdobył uznania wśród historyków. Na początku lat 90. XX wieku Fomienko zaniechał prób przekonania środowiska naukowego do jego teorii przez publikacje w czasopismach naukowych.

## Metody
1. Metodę statystyczną analizy kronik i odkryte dzięki niej duplikacje w historii.
2. Astronomiczne datowanie horoskopów egipskich na XI–XIX w. n.e.
3. Datowanie uzyskania danych zawartych w Almageście Klaudiusza Ptolemeusza na 600–1300 n.e.

## Tezy

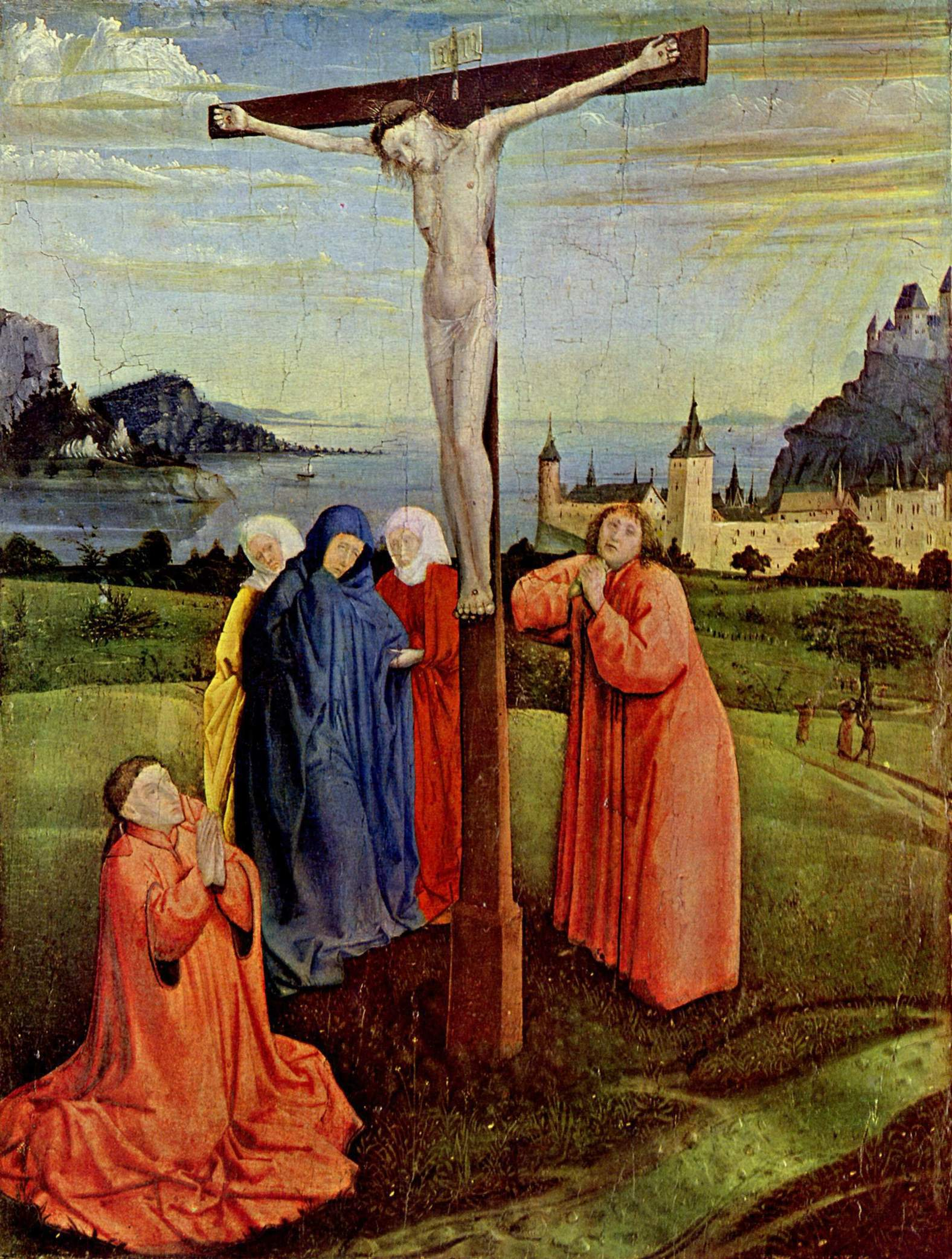
Stroje i pejzaże z epoki na takim jak ten średniowiecznych obrazach mają być dowodem na prawdziwość tez Fomienki i Nosowskiego

1. Obraz starożytnej historii bazował na pracach Josepha Justusa Scaligera, Dionysiusa Petaviusa i Sethusa Calvisiusa. Główne źródła błędów w chronologii Anatolij Fomienko widzi w pracach pierwszych chronologów z XVI i XVII w. (ludzi Kościoła i średniowiecznych mnichów), którzy historię chcieli dopasować do kościelnej wizji.
2. Datowanie radiowęglowe i dendrochronologia są to metody niewiarygodne, zwłaszcza w stosunku do starożytności. Wyniki datowania C14 i badania słojów drzew dają zupełnie inne rezultaty, w których błąd przekracza 600 do 1800 lat.
3. Historia i chronologia starożytna jest w miarę wiarygodna od XI w. n.e. Starożytna historia Grecji, Rzymu i Egiptu to tak naprawdę czasy średniowieczne. Piramidy egipskie powstały ok. XIV–XVI w.[11]
4. Stary Testament opisujący średniowieczną Europę powstał stosunkowo niedawno (XVI w. lub później). Nowy Testament, psalmy i pozostałe teksty mogły powstać wcześniej.
5. Jezus Chrystus żył w XII wieku n.e. i został ukrzyżowany w 1185 roku w Yuşa Türbesi.
6. Jerozolima opisana w ewangeliach, Troja i Yoros Kalesi są tym samym miastem. Wojna trojańska i wyprawy krzyżowe były tymi samymi wydarzeniami.
7. Średniowieczna mongolska horda była naprawdę rosyjską profesjonalną armią (Kozacy), która już od XIV wieku podbijała Eurazję.
8. Proniemiecka dynastia Romanowów fałszowała i cenzurowała historię Rosji na polecenie Zachodu i w swoim własnym interesie.

## Krytyka
Teorię Fomienki większość historyków uważa za pseudonaukową. Rosyjscy krytycy uznają teorie Fomienki za „symbol głębin, w których znalazły się rosyjska nauka i społeczeństwo po upadku komunizmu”. Zachodni krytycy uznają je za część odnowionej rosyjskiej ideologii imperialnej, „podtrzymującą przy życiu świadomość imperialności i świeckiego mesjanizmu w Rosji”.

## Popularność
Anatolij Fomenko i Gleb Nosowskij opublikowali do tej pory ponad 100 książek, które sprzedały się w liczbie 700 tysięcy egzemplarzy, a ich teorię popierają m.in. Garri Kasparow, Eduard Limonow czy Aleksandr Zinowjew. Książka „History: Fiction or Science?” ukazała się w czterech tomach:
- A.T. Fomenko: History: Fiction or Science? Chronology 1, Introducing the problem. A criticism of the Scaligerian chronology. Dating methods as offered by mathematical statistics. Eclipses and zodiacs. ISBN 2-913621-07-4
- A.T. Fomenko: History: Fiction or Science? Chronology 2, The dynastic parallelism method. Rome. Troy. * Greece. The Bible. Chronological shifts. ISBN 2-913621-06-6
- A.T. Fomenko, G.V. Nosovskiy, V.V. Kalashnikov: History: Fiction or Science? Chronology 3, Astronomical methods as applied to chronology. Ptolemy’s Almagest. Tycho Brahe. Copernicus. The Egyptian zodiacs. ISBN 2-913621-08-2
- A.T. Fomenko, G.V. Nosovskiy: History: Fiction or Science? Chronology 4, Russia.Britain.Byzantium.Rome. ISBN 2-913621-10-4